# Список послов СССР и России на Кубе
В статье представлен список послов России и СССР на Кубе.

## Хронология дипломатических отношений
- 26 мая — 6 июля 1902 г. — установлены дипломатические отношения.
- 5 — 14 октября 1942 г. — установлены дипломатические отношения на уровне миссий.
- 17 октября 1942 г. — 25 апреля 1946 г. — дипломатические отношения со стороны СССР осуществлялись через посольство в США.
- 3 апреля 1952 г. — дипломатические отношения прерваны правительством СССР.
- 8 мая 1960 г. — установлены дипломатические отношения на уровне посольств.

## Список послов
| Срок полномочий                    | Посол                               | Годы жизни | Вручение верительных грамот | Комментарий                   |
| ---------------------------------- | ----------------------------------- | ---------- | --------------------------- | ----------------------------- |
| СССР                               |                                     |            |                             |                               |
| 17 октября 1942 — 21 сентября 1943 | Максим Максимович Литвинов          | 1876—1951  | 10 апреля 1943              | Посланник по совместительству |
| 21 сентября 1943 — 25 апреля 1946  | Андрей Андреевич Громыко            | 1909—1989  | 22 декабря 1943             | Посланник по совместительству |
| 1946 — 1946                        | Дмитрий Иванович Заикин             | 1909—1983  |                             | Поверенный в делах            |
| ? — 3 апреля 1951                  | Геннадий Иванович Фомин             | 1914—1980  |                             | Поверенный в делах            |
| 8 июля 1960 — 12 июня 1962         | Сергей Михайлович Кудрявцев         | 1915—1998  | 22 августа 1960             |                               |
| 12 июня 1962 — 15 января 1968      | Александр Иванович Алексеев (Шитов) | 1913—1998  | 18 августа 1962             |                               |
| 15 января 1968 — 4 декабря 1970    | Александр Алексеевич Солдатов       | 1915—1999  | 22 мая 1968                 |                               |
| 4 декабря 1970 — 4 апреля 1979     | Никита Павлович Толубеев            | 1922—2013  | 26 января 1971              |                               |
| 4 апреля 1979 — 31 июля 1982       | Виталий Иванович Воротников         | 1926—2012  | 21 апреля 1979              |                               |
| 31 июля 1982 — 22 ноября 1985      | Константин Фёдорович Катушев        | 1927—2010  | 7 октября 1982              |                               |
| 13 января 1986 — 13 июля 1988      | Александр Семёнович Капто           | 1933—2020  |                             |                               |
| 13 июля 1988 — 20 сентября 1991    | Юрий Владимирович Петров            | 1939—2013  |                             |                               |
| 20 сентября 1991 — 25 декабря 1991 | Арнольд Иванович Калинин            | 1929—2011  |                             |                               |
| Российская Федерация               |                                     |            |                             |                               |
| 25 декабря 1991 — 6 мая 2000       | Арнольд Иванович Калинин            | 1929—2011  |                             |                               |
| 27 июня 2000 — 14 апреля 2008      | Андрей Викторович Дмитриев          | 1941—2013  |                             |                               |
| 14 апреля 2008 — 18 июня 2018      | Михаил Леонидович Камынин           | род. 1956  | 24 апреля 2008              |                               |
| 18 июня 2018 — 10 февраля 2023     | Андрей Анатольевич Гуськов          | род. 1961  | 21 ноября 2018              |                               |
| 10 февраля 2023 — настоящее время  | Виктор Викторович Коронелли         | род. 1958  | 15 апреля 2023              |                               |